# Гластонбері (Коннектикут)
Гластонбері (англ. Glastonbury) — місто (англ. town) в США, в окрузі Гартфорд штату Коннектикут. Населення — 35 159 осіб (2020).

### Клімат
| Клімат : Гластонбері                                       | Клімат : Гластонбері | Клімат : Гластонбері | Клімат : Гластонбері | Клімат : Гластонбері | Клімат : Гластонбері | Клімат : Гластонбері | Клімат : Гластонбері | Клімат : Гластонбері | Клімат : Гластонбері | Клімат : Гластонбері | Клімат : Гластонбері | Клімат : Гластонбері | Клімат : Гластонбері |
| Показник                                                   | Січ.                 | Лют.                 | Бер.                 | Квіт.                | Трав.                | Черв.                | Лип.                 | Серп.                | Вер.                 | Жовт.                | Лист.                | Груд.                | Рік                  |
| Абсолютний максимум, °C                                    | 21,1                 | 23,3                 | 30,0                 | 33,9                 | 37,2                 | 37,8                 | 38,3                 | 38,9                 | 38,3                 | 31,7                 | 28,3                 | 23,9                 | 38,9                 |
| Середній максимум, °C                                      | 2,2                  | 3,9                  | 8,9                  | 15,6                 | 21,1                 | 26,1                 | 28,9                 | 27,8                 | 23,9                 | 17,2                 | 11,1                 | 5,0                  | 16,0                 |
| Середній мінімум, °C                                       | −7,8                 | −5,6                 | −1,7                 | 4,4                  | 9,4                  | 15,0                 | 18,3                 | 17,2                 | 12,2                 | 6,1                  | 1,7                  | −4,4                 | 5,5                  |
| Абсолютний мінімум, °C                                     | −27,2                | −31,1                | −20                  | −11,7                | −3,9                 | 3,9                  | 7,2                  | 3,3                  | −1,7                 | −7,8                 | −15                  | −24,4                | −31,1                |
| Норма опадів, мм                                           | 80                   | 70                   | 91                   | 99                   | 99                   | 101                  | 102                  | 93                   | 88                   | 105                  | 98                   | 85                   | 1110                 |
| ---------------------------------------------------------- | -------------------- | -------------------- | -------------------- | -------------------- | -------------------- | -------------------- | -------------------- | -------------------- | -------------------- | -------------------- | -------------------- | -------------------- | -------------------- |
| Джерело: The Weather Channel (Historical Monthly Averages) |                      |                      |                      |                      |                      |                      |                      |                      |                      |                      |                      |                      |                      |

## Демографія
Згідно з переписом 2010 року, у місті мешкало 34 427 осіб у 13 135 домогосподарствах у складі 9484 родин. Було 13656 помешкань
Расовий склад населення:
| - 88,3 % — білих - 6,8 % — азіатів - 2,0 % — чорних або афроамериканців - 0,2 % — корінних американців - 1,0 % — осіб інших рас |

До двох чи більше рас належало 1,7 %. Частка іспаномовних становила 4,3 % від усіх жителів.
За віковим діапазоном населення розподілялося таким чином: 26,5 % — особи молодші 18 років, 59,2 % — особи у віці 18—64 років, 14,3 % — особи у віці 65 років та старші. Медіана віку мешканця становила 43,1 року. На 100 осіб жіночої статі у місті припадало 90,9 чоловіків;  на 100 жінок у віці від 18 років та старших — 87,7 чоловіків також старших 18 років.
Середній дохід на одне домашнє господарство  становив 151 993 долари США (медіана — 111 645), а середній дохід на одну сім'ю — 178 155 доларів (медіана — 135 791). Медіана доходів становила 96 586 доларів для чоловіків та 74 485 доларів для жінок. За межею бідності перебувало 3,8 % осіб, у тому числі 2,6 % дітей у віці до 18 років та 6,0 % осіб у віці 65 років та старших.
Цивільне працевлаштоване населення становило 17 790 осіб. Основні галузі зайнятості: освіта, охорона здоров'я та соціальна допомога — 25,2 %, науковці, спеціалісти, менеджери — 17,3 %, фінанси, страхування та нерухомість — 14,6 %.